# Metrô de Porto Alegre

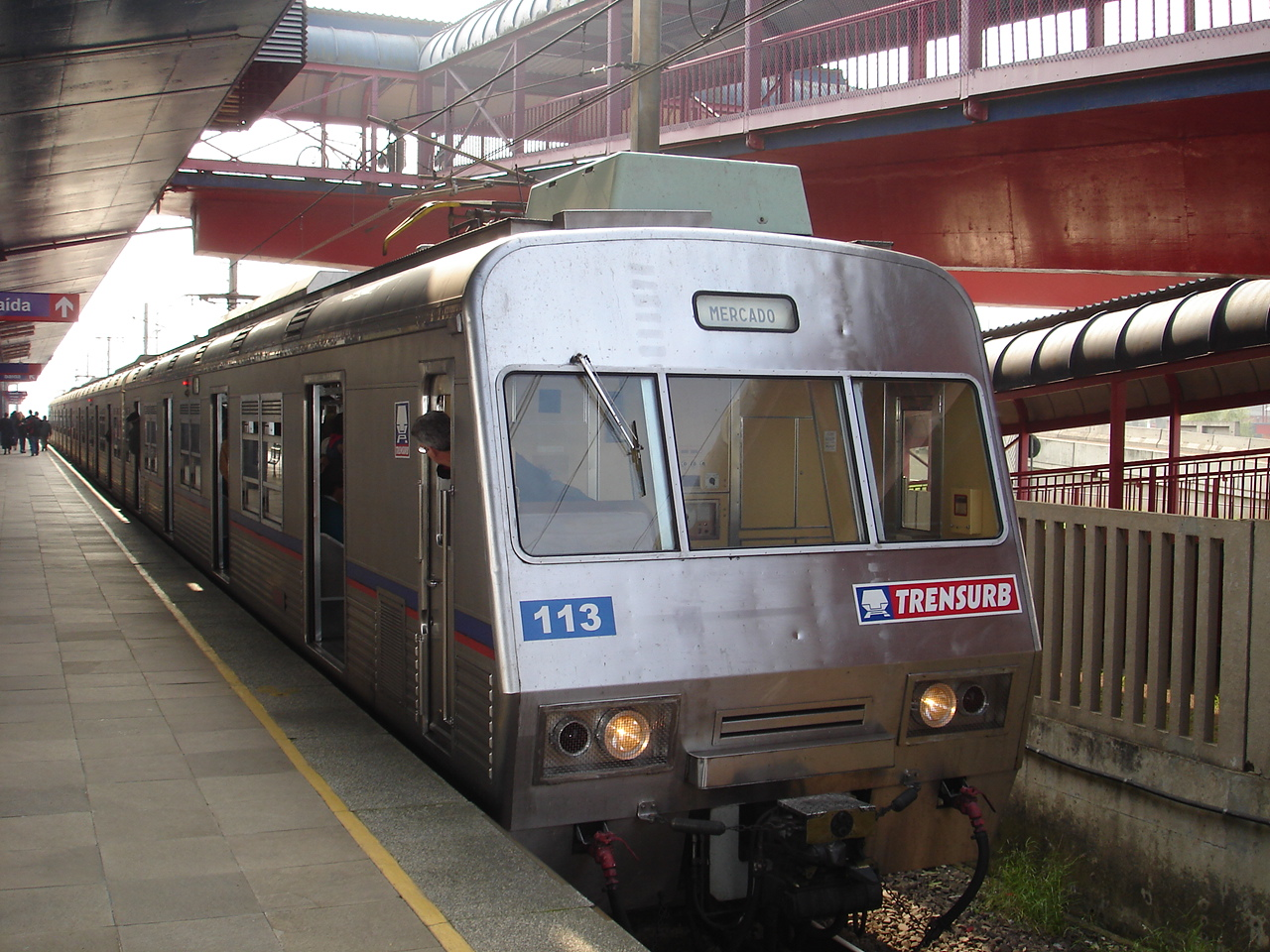
Zug 113 aus Série 100 in der Station Aeroporto (2006)

Die Metrô de Porto Alegre ist das Schnellbahnsystem der Stadt Porto Alegre in Brasilien mit derzeit einer Linie und einem APM als Flughafenzubringer mit einer Gesamtstreckenlänge von 44,8 Kilometern und insgesamt 23 Haltestellen. Es wird auf Breitspur mit 1600 Millimetern gefahren, die Versorgung mit 3000 Volt Gleichstrom erfolgt über Oberleitung. Die Bahnstrecke ist durchgehend zweigleisig und überwiegend ebenerdig. Aktuell transportiert werden rund 110.000 Passagiere pro Tag.

## Geschichte
Die bisher einzige Metrolinie, genannt TrensUrb, wurde ab 1980 gebaut, sie verbindet das Zentrum der Stadt mit den nördlichen Vororten Canoas, Esteio, Sapucaia do Sul, São Leopoldo und Novo Hamburgo. Diese Streckenführung wurde gewählt, um den Verkehr auf der chronisch überlasteten Bundesstraße BR-116 zu verringern.
Der erste Teilabschnitt über 27 Kilometer und 15 Haltestellen von der Station Mercado nahe dem berühmten Mercado Público von 1869 bis zur Station Sapucaia do Sul wurde am 2. März 1985 in Betrieb genommen. Im Dezember 1997 wurde diese Strecke über 4,8 Kilometer bis zur nächsten Station Unisinos verlängert. Ein weiteres Teilstück über 3,8 Kilometer bis zur nächsten Station São Leopoldo (früher São Leopoldo-Museo) kam im Jahr 2000 nach einem zweimonatigen Probelauf hinzu.
Die weitere Verlängerung der Strecke über 9,3 Kilometer nach Novo Hamburgo wurde in zwei Phasen eröffnet: Ein 4,9 Kilometer langer Abschnitt mit zwei Stationen wurde im Juli 2012 eröffnet, gefolgt vom bisher letzten, dem 4,4 Kilometer langen Abschnitt mit drei Stationen am 21. Dezember 2013.
In demselben Jahr wurde am 10. August 2013 der Flughafenzubringer ab der Metrostation Aeroporto, ein APM vom System Aeromóvel, für die Öffentlichkeit freigegeben wurde. Seit dem 7. Mai 2014 ist der Aeromóvel kommerziell in Betrieb.
In Folge der massiven Überschwemmungen in Rio Grande do Sul 2024 kam es ab 3. Mai zu einer Sperrung des Zugverkehrs für fast zwei Wochen, der Flughafenzubringer Aeromóvel ist seither (Stand Oktober 2024) nicht wieder in Betrieb gegangen.

## Strecken
Aktuell werden eine Linie, die TrensUrb, sowie ein APM vom System Aeromóvel als Flughafenzubringer betrieben.
| Linie     | Strecke                 | Eröffnung       | Länge   | Stationen | Fahrtdauer | Betriebszeiten                 |
| --------- | ----------------------- | --------------- | ------- | --------- | ---------- | ------------------------------ |
| TrensUrb  | Mercado ↔ Novo Hamburgo | 2. März 1985    | 43,8 km | 22        | 53 min     | 05:00–23:20 Uhr                |
| Aeromóvel | Aeroporto ↔ Infraero    | 10. August 2013 | 01,0 km | 02        | 02 min     | seit 3. Mai 2024 außer Betrieb |

### Weitere Planungen
Es finden sich diverse Projekte zu weiteren Strecken, aber keine aktuellen Aussagen zu konkret geplanten Umsetzungen. Neben den Netzerweiterungen ist die Tieferlegung der Trasse der TrensUrb im Innenstadtbereich von Canoas ein vorrangiges Projekt. Die Stadt ist durch die Trassen der BR-116 und der TrensUrb zwei Mal erheblich beeinträchtigt, sodass Bevölkerung und lokale Wirtschaft mit Nachdruck eine bessere Lösung fordern.
Folgende Strecken sind in der Diskussion:
| Linie    | Art       | Strecke                              | Baubeginn | Länge   | Stationen | Status                                                 |
| -------- | --------- | ------------------------------------ | --------- | ------- | --------- | ------------------------------------------------------ |
| TrensUrb | U-Bahn    | Novo Hamburgo ↔ Campo Bom            | ?         | 0≈8 km  | 0?        | in Vorstudie                                           |
| TrensUrb | U-Bahn    | Campo Bom ↔ Sapiranga                | ?         | ≈10 km  | 0?        | in Vorstudie                                           |
| 1        | Aeromóvel | Mathias Velho ↔ Lee Rogers           | ?         | 05,9 km | 08        | Planung erstellt, 1. Bauabschnitt sollte 2015 beginnen |
| 2        | Aeromóvel | Mathias Velho ↔ Mathias 7            | ?         | 05,5 km | 07        | Vorstudie erstellt, Planung ruhend                     |
| 3        | Aeromóvel | Farroupilha ↔ Avião (Canoas)         | ?         | 03,7 km | 05        | Vorstudie erstellt, Planung ruhend                     |
| Arena    | Aeromóvel | Anchieta ↔ Arena do Grêmio           | ?         | 01,6 km | 01        | in Vorstudie                                           |
| 1        | U-Bahn    | Rua da Praia (Mercado) ↔ Triângulo   | ?         | 09,4 km | 10        | Vorstudie erstellt, Planung ruhend                     |
| 1        | U-Bahn    | Triângulo ↔ Fiergs                   | ?         | 04,6 km | 04        | in Vorstudie                                           |
| 2        | U-Bahn    | Rua da Praia (Mercado) ↔ A. Carvalho | ?         | 05,7 km | 04        | in Vorstudie                                           |

## Fahrzeuge
Derzeit umfasst der Fahrzeugpark der Metro Porto Alegre 40 vierteilige Triebzüge aus zwei Bauserien.
| Bild | Bezeichnung | Anzahl | Wagen | Leistung | Hersteller                                                 | Herstellungsland | Auslieferung |
| ---- | ----------- | ------ | ----- | -------- | ---------------------------------------------------------- | ---------------- | ------------ |
|      | Série 100   | 25     | 4     | 2520 kW  | Nippon Sharyō Seizō, Hitachi und Kawasaki Heavy Industries | Japan            | 1984         |
|      | Série 200   | 15     | 4     | 2860 kW  | Konsortium FrotaPoa (Alstom / CAF)                         | Brasilien        | 2014         |

## Technik
Die Metro de Porto Alegre hat einen mittleren Stationsabstand von 2 Kilometern, daher beträgt bei einer maximalen Zuggeschwindigkeit von 90 km/h die kommerzielle Geschwindigkeit 46 km/h. Die Spurweite beträgt 1600 Millimeter und die Züge werden über Oberleitungen mit einer Spannung von 3000 Volt Gleichstrom angetrieben. Es werden zwei Signalsysteme verwendet: von Mercado bis Sapucaia besteht es aus elektromechanischen Gleisstromkreisen, die von der japanischen Mitsui Group geliefert wurden. Der Streckenteil von Unisinos bis Novo Hamburgo wurde von Siemens mit einem elektronischen System ausgestattet.

## Betrieb
Die Metrô de Porto Alegre wird durch die brasilianische Zentralregierung und durch die Regierung des Bundesstaates Rio Grande do Sul sowie durch die Präfektur der Stadt Porto Alegre gemeinsam verwaltet. Durch diese drei Organe wurde die Gesellschaft Empresa de Trens Urbanos de Porto Alegre S.A., kurz TrensUrb, gegründet.
Die Metro wird täglich von 5:00 bis 23:00 Uhr betrieben.
In der Hauptverkehrszeit verkehren die Züge im 12-Minuten-Takt, in den werktäglichen Schwachverkehrszeiten alle 15 Minuten. Samstags wird tagsüber ein 15-Minuten-Takt gefahren, abends alle 20 Minuten, ebenso wie an Wochenenden und Feiertagen.